# Sulejmánie (guvernorát)

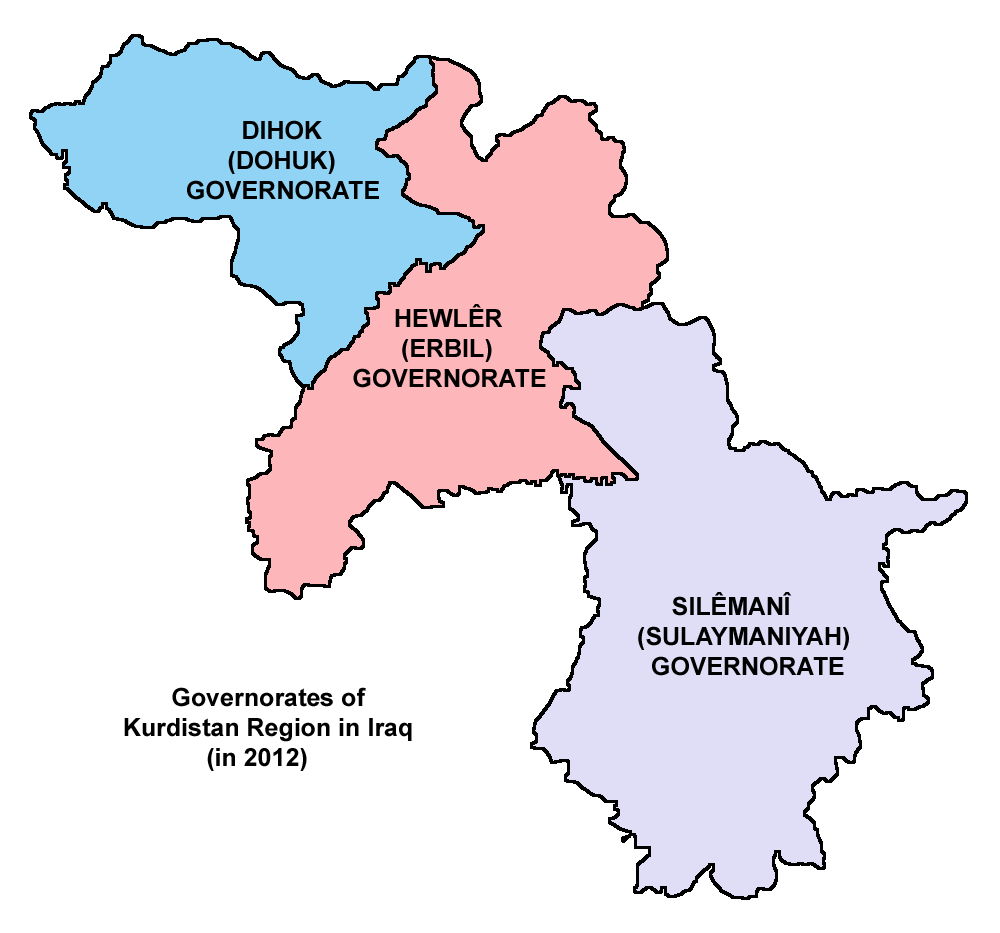

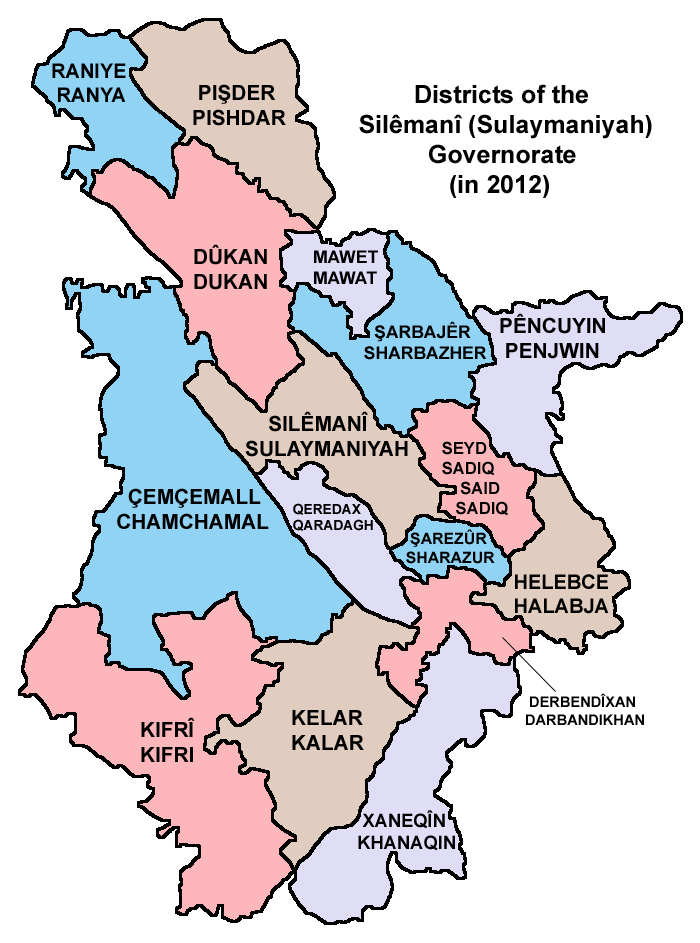

Guvernorát Sulejmánie je jedním z 19 guvernorátů v Iráku. Nachází se v autonomní oblasti Irácký Kurdistán. Jeho hlavním městem je Sulejmánie, má rozlohu 17 023 km² a v roce 2009 v něm žilo 1 552 000 obyvatel. Sousedí s guvernoráty Dijála, Saladdín, Kirkúk a Arbíl.